# Gualtari
Gualtari (Waltharius) fou un rei dels longobards del començament del segle vi. Era el fill i successor del rei Waccho i de la princesa hèrula Salinga; les dates del seu regnat i de la seva vida són incertes. Pau el Diaca diu a la seva Historia Longobardorum, que va regnar set anys. Gualtari va esdevenir rei en una data entre 520 i 530; el va succeir Alduí, de la casa dels Gausi, testimoniat amb seguretat com a rei el 542.